# Anastatus dentatus
Anastatus dentatus är en stekelart som beskrevs av Narayanan, Subba Rao och Ramachandra 1960. Anastatus dentatus ingår i släktet Anastatus och familjen hoppglanssteklar. Inga underarter finns listade i Catalogue of Life.